# Hermann Braun (Rennfahrer)

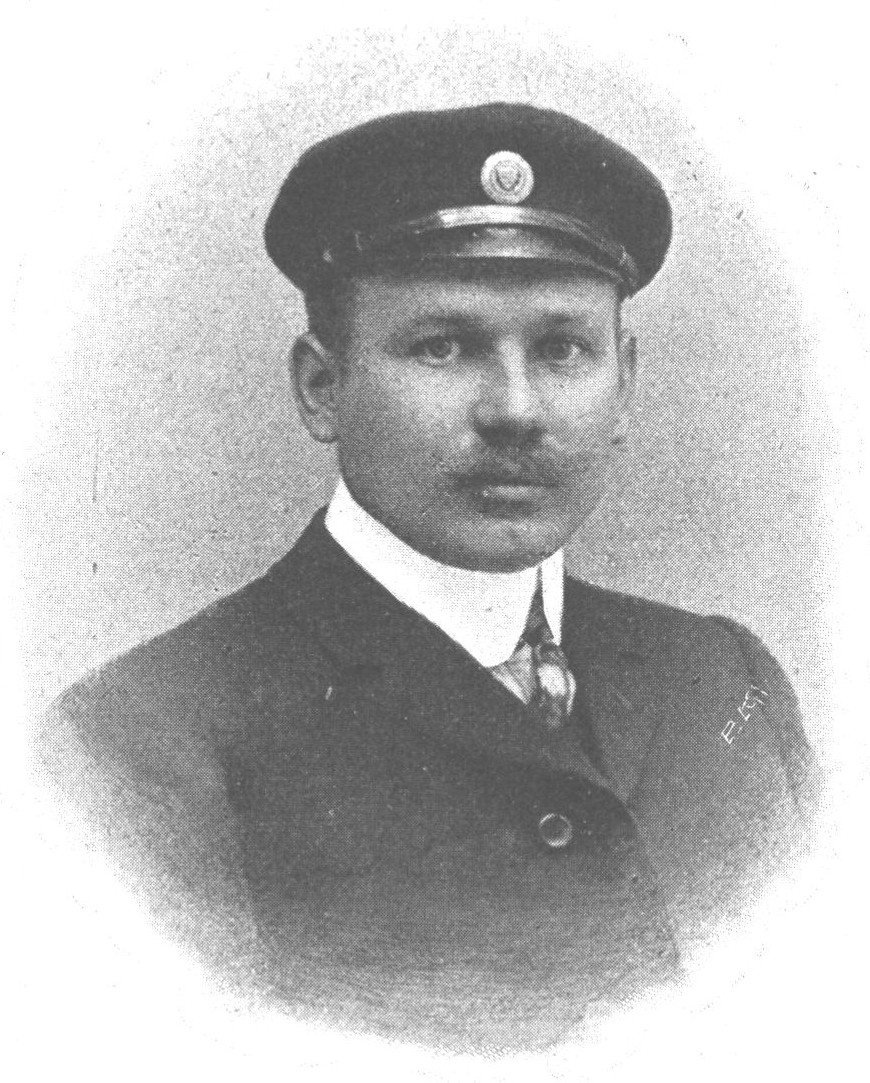
Hermann Braun (Allgemeine Automobil-Zeitung, 1905)

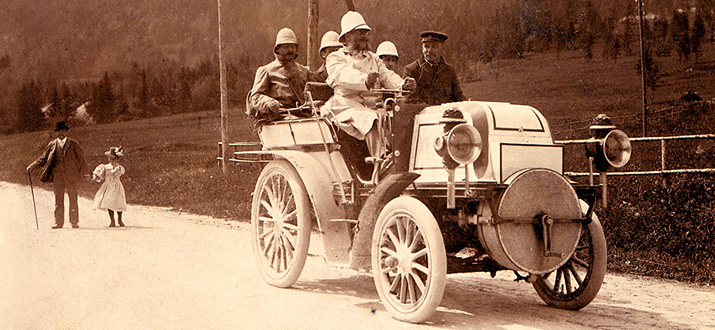
Das erste Semmering-Bergrennen am 27. August 1899: Emil Jellinek am Steuer seines Daimler Phönix, neben ihm Hermann Braun

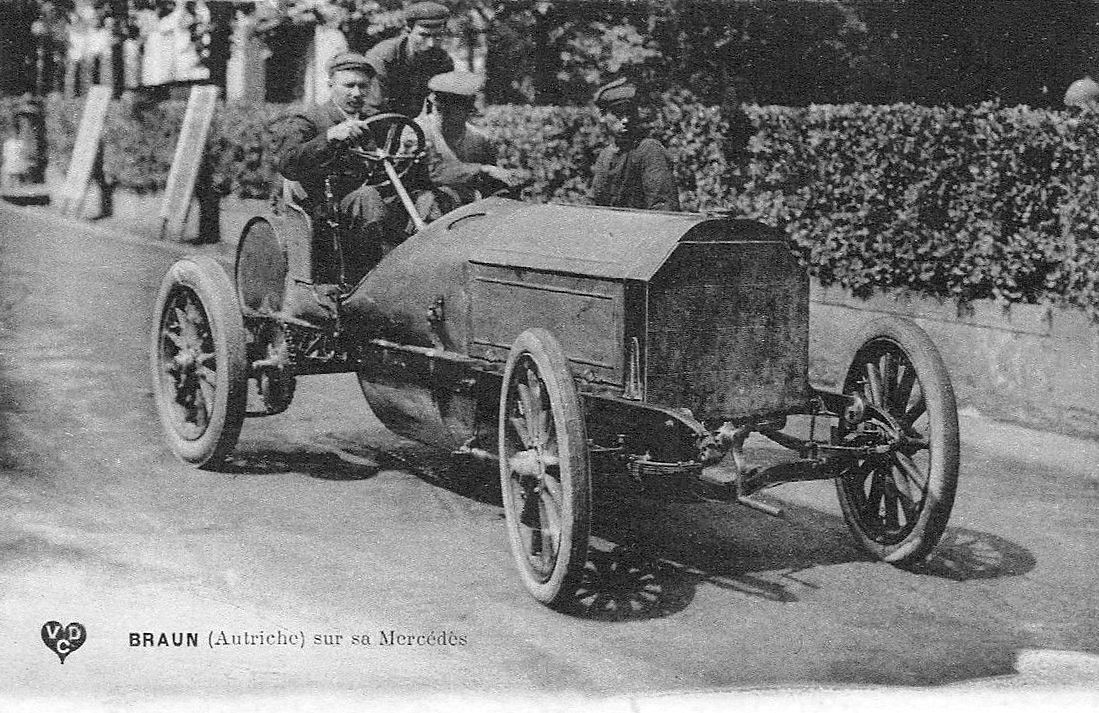
Braun auf Mercedes beim Gordon Bennett Cup 1905

Hermann Friedrich Johannes Braun (teilweise auch Edgar Braun; * 18. Dezember 1874 in Cannstatt; † 16. August 1942 in Stuttgart-Bad Cannstatt) war ein deutscher Automobilrennfahrer.

## Werdegang
Der Cannstatter Braun war zunächst als Monteur bei der Daimler-Motoren-Gesellschaft (DMG) tätig. Da die damaligen Automobile ein hohes Maß an technischem Verständnis, Erfahrung und Geschick im Umgang erforderten, arbeitete er ab 1898 auch für bekannte Automobilliebhaber wie Emil Jellinek und der Wiener Theodor Dreher als Mechaniker und Chauffeur und nahm für in deren Fahrzeugen anfangs als Beifahrer und später als eigener Rennfahrer auch an Automobilrennen teil.
Im März 1900 startete Braun für Jellinek auf Daimler Phönix bei der Rennwoche von Nizza und verunglückte dabei zweimal schwer, kam aber bei beiden Unglücken nahezu unverletzt davon: beim Rennen Nizza–Marseille überschlug er sich am Steuer des Mercédès I genannten Wagens und beim Bergrennen Nizza–La Turbie am 30. März 1900 verunfallte er als Beifahrer von Wilhelm Bauer auf Mercédès II. Bauer erlag am folgenden Tag den dabei erlittenen Verletzungen.
Im Jahr 1903 gewann er am Steuer eines Mercedes-Simplex 60 PS das Rahmen der Rennwoche von Nizza ausgetragene Meilenrennen auf der Promenade des Anglais. Er benötigte für die Meile mit stehendem Start 1:03,72 Minuten und verbesserte damit den im Vorjahr von Henri Degrais aufgestellten Rekord um mehr als sechs Sekunden. Trotz seiner Erfolge wurde Braun die Zulassung zum Gordon-Bennett-Cup der Saison 1903 in Athy in Irland verwehrt. Der für die Nennung zuständige Deutschen Automobilclub verweigerte Braun die Mitgliedschaft und damit den Start beim Rennen, da er im Gegensatz zu den Herrenfahrern aufgrund seiner Tätigkeiten als Mechaniker für nicht standesgemäß betrachtet wurde. Ähnlich erging es den Rennfahrern Wilhelm Werner und Otto Hieronimus. Der DAC nannte für das Deutsche Reich die beiden Belgier Camille Jenatzy und Pierre de Caters sowie den vermögenden US-Amerikaner Foxhall Keene als Piloten.
Im Jahr 1904 durfte Braun für die DMG am Gordon-Bennett-Cup, der nach dem Erfolg Jenatzys im Jahr zuvor auf einer Rundstrecke im Taunus ausgetragen wurde, teilnehmen – allerdings nicht für das Deutsche Reich, sondern für Österreich. Für Deutschland starteten zwei von Jenatzy und Pierre de Caters gesteuerte weiße Mercedes 90 PS sowie ein Opel-Darracq-Rennwagen mit Friedrich Opel am Steuer, womit das Kontingent von maximal drei Rennwagen pro Nation erschöpft war. Die DMG setzte allerdings drei weitere Mercedes 90 PS ein, die bei ihrer österreichischen Tochtergesellschaft in Wiener Neustadt entstanden waren und in jener schwarz-gelben Farbgebung antraten, die das Reglement des Coupe Internationale für Österreich definierte. Gesteuert wurden diese Boliden von Wilhelm Werner, John B. Warden und Hermann Braun, der mit knapp 70 Minuten Rückstand auf den Sieger, den französischen Richard-Brasier-Fahrer Léon Théry Fünfter wurde.
Auch beim Gordon-Bennett-Cup 1905 in der Auvergne in Frankreich war Braun für die österreichische Tochtergesellschaft der DMG auf einem 90 PS am Start und belegte den zehnten Rang. Zwischen 1903 und 1906 gewann er zudem vier Mal in Folge das vom Österreichischen Automobil-Club veranstaltete Semmering-Bergrennen nahe Wien.
Für das Kaiserpreis-Rennen 1907, das am 13. und 14. Juni am Taunus stattfand, war Braun von Mercédès-Mixte gemeldet. Jedoch hatte er am 24. Mai beim Training für das Rennen nahe der Ortschaft Tenne bei Waldems in Südhessen einen schweren Unfall, bei dem er sich verletzte und nicht am Rennen teilnehmen konnte.
Im weiteren Verlauf des Jahres 1907 wechselte Braun zu Dixi. Für den Eisenacher Hersteller war er bis nach dem Ersten Weltkrieg als Rennfahrer aktiv – unter anderem gewann er 1923 den Solitude Bergpreis in Stuttgart in der Klasse Automobile 6 PS (Werksfahrer) auf einem Dixi 6/24.
Hermann Braun starb im August 1942 im Alter von 67 Jahren in Bad Bad Cannstatt.